# Хет-трик
Хет-трик (енгл. hat-trick — „шешир трик”) је спортски израз који се употребљава када један играч постигне успех три пута за редом или из три узастопна покушаја.

## Порекло имена
Израз хет-трик води порекло из крикета и означава да је један од играча три или више пута узастопно успешно одбранио викет. Потиче из времена када је владао обичај да се играчу крикета који би то постигао поклони нови шешир (енгл. hat — „шешир”).

## Други спортови
Из крикета израз је преузет у фудбал и користи се када исти играч постигне три поготка.
Око тачне дефиниције постоје разлике, пошто неки сматрају да је за хет-трик потребно постићи три гола у једном полувремену.
Оригинално правило је да хет-трик важи када постигнеш три гола за редом, под условом да између првог и трећег поготка ниједан саиграч или противнички играч није постигао погодак.
Исти израз се користи и у мотоциклизму или аутомобилизму када један такмичар освоји три или више међународних трка односно три или више Великих награда (ГП). Први су то урадили: Џими Кларк (1962-65) Велика Британија и (1962-64) Белгија, Грејам Хил (1961-65) Монако и САД и Џеки Стјуарт (1969-71) Шпанија.. 
Исти израз се користи и у мотоциклизму или аутомобилизму (нпр. у Формули 1) када један такмичар освоји неку трку, а да је притом остварио најбоље време у квалификацијама (тј. пол позицију) и остварио најбржи круг током трке.